# Namkha Legpa
Namkha Legpa, voluit Khatsun Namkha Lekpa Gyaltsen (1305-1343) was van 1325 tot 1342 de twaalfde sakya trizin, de hoogste geestelijk leider van de sakyatraditie in het Tibetaans boeddhisme. Deze stroming had in Tibet onder de Yuan dynastie een bevoorrechte positie. Hij volgde zijn vader Sangpo Päl op. Zijn broer Jamyang Donyö Gyaltsen volgde Namkha Legpa op in 1341.
Namkha Legpa was meer zichtbaar op het religieuze dan op het bestuurlijke vlak; in zijn tijd begon de hegemonie van de Sakya in Tibet al af te nemen. 

## Een verdeelde erfenis
Khatsun Namkha Lekpa Gyaltsen was een van de 13 zoons van de vorige abt-heerser, Sangpo Pal. Kort voor de dood van zijn vader verdeelde zijn oudste broer, de keizerlijk leermeester of Dishi, Künga Lodrö Gyaltsen Päl Sangpo, de broers in vier groepjes die in vier verschillende paleizen gingen wonen. De namen van de paleizen waren: Zhitog, Lhakhang, Rinchengang, en Ducho. Zangpo Pal overleed in 1323, en Khatsun, het hoofd van de Zhitog-tak, werd in 1325 geïnstalleerd als hoogste abt en bestuurder. De Yuan-keizer Yesün Temür schonk hem de titel guanding guoshi. Hoewel hij op religieus gebied prestige genoot, schijnt Khatsun's werkelijke gezag vrij beperkt geweest te zijn. In kronieken wordt hij zelden genoemd. Yesün Temür probeerde de positie van Sakya te versterken door een broer van Khatsun, Sonam Zangpo, als onderkoning over drie gebieden van Tibet aan te stellen: Kham, Amdo en Ü-Tsang. Dit bleek niet erg effectief te zijn. Het dagelijks bestuur over Tibet werd met wisselend succes geregeld door een aantal bestuurders of dpon-chen. Tijdens de periode van Khatsun functioneerden achtereenvolgens als dpon-chen:
- Odzer Sengge (1327-29)
- Gyalwa Zangpo (1329-1333)
- Wangchuk Pal (1333-1337)
- Sonam Pal (1337-1344)

## Indiase invasie in de Himalaya
Tijdens de regeerperiode van Khatsun Namkha Lekpa Gyaltsen werd Tibet mogelijk bedreigd door een militaire expeditie vanwege Muhammad ibn Tughluq, sultan van het Sultanaat Delhi. Volgens historicus Firishta had hij gehoord van de grote welvaart van China, en kreeg het idee om dat Rijk te onderwerpen. Dan moest hij echter eerst het land Himachal tussen India en China veroveren. Dit betrof Nepal en andere landen aan beide zijden van de Himalaya. Ondanks waarschuwingen van zijn raadgevers stuurde Muhammad ibn Tughluq in 1337 een groot leger noordwaarts. Firishta verklaarde dat dit leger, verzwakt door ontberingen, een grote nederlaag leed tegen de Chinezen en de plaatselijke bergvolken. Hedendaagse historici betwijfelen echter of  Muhammad ibn Tughluq het plan heeft gehad om Tibet en China aan te vallen. Zijn expeditie kan ook gericht zijn geweest tegen stammen in het noorden van zijn Sultanaat, tegen de grens van Tibet.

## Desintegratie
Al in 1327 ontstond een ernstig conflict tussen de dpon-chen Odzer Sengge en de Sakya-zetel. Vertegenwoordigers van de Karmapa sekte slaagden erin te bemiddelen. In 1335-1336 stuurde keizer Toghon Temür twee officials om meer grip op de situatie in Tibet te krijgen. Zij voerden een inspectie en herziening uit van de volkstelling en de belastingheffing, maar hun aanwezigheid veroorzaakte ongenoegen onder de bevolking. Wat ernstiger was, de Phagmodru-dynastie onder leiding van Tai Situ Changchub Gyaltsen kwam in conflict met de Yazang-heersers betreffende de grens tussen hun gebieden. Om de ambitieuze Tai Situ te stoppen, werd deze door de Sakya-official Wangtson in 1336 op bedrieglijke wijze gearresteerd. Hoewel de gevangene door de dpon-chen Sonam Pal na enige tijd weer werd vrijgelaten, bleef de kwestie een bron voor toekomstige conflicten. Khatsun had als abt weinig of geen deel aan de politieke onrust van die tijd. De Zhitog- en Rinchengang-takken van Sakya hadden in 1341 opnieuw een clash, en Khatsun was gedwongen af te treden. Hij werd opgevolgd door zijn broer Jamyang Donyo Gyaltsen. Hij stierf twee jaar later, kort daarna laaide de burgeroorlog in Centraal-Tibet weer op.